# لئون فاندرستویفت
لئون فاندرستویفت (انگلیسی: Léon Vanderstuyft؛ ۵ مه ۱۸۹۰ – ۲۶ فوریه ۱۹۶۴ (aged 73)) ورزشکار دوچرخه‌سواری پیست اهل بلژیک بود.
وی در مسابقات کشوری و بین‌المللی در مجموع برندهٔ ۱ مدال طلا، ۱ مدال نقره، ۱ مدال برنز شده‌است.